# Miladinovtsi (Ilinden)
Miladinovtsi (en macédonien Миладиновци) est un village du nord de la Macédoine du Nord, situé dans la municipalité d'Ilinden. Le village comptait 1276 habitants en 2002. Fondé au XIXe siècle par des paysans venus de la région de Prilep, Il s'est d'abord appelé Hadjilari, puis il a été rebaptisé en Aleksandrovo par les Serbes dans les années 1930. Il a reçu son nom actuel en honneur aux frères Miladinov, hommes de lettres macédoniens du XIXe siècle.

## Démographie
Lors du recensement de 2002, le village comptait :
- Macédoniens : 1 159
- Roms : 62
- Serbes : 34
- Turcs : 2
- Autres : 19